# Nationens födelse
Nationens födelse (engelska: The Birth of a Nation) (äv. En nations födelse) är en amerikansk episk dramafilm från 1915 i regi av D.W. Griffith. Den är baserad på The Clansman och The Leopard's Spots, två romaner av Thomas Dixon Jr.. Filmen hade premiär den 8 februari 1915 i Los Angeles med titeln The Clansman, men tre månader senare bytte den namn till dess nuvarande titel i samband med premiären i New York. Nationens födelse är kontroversiell, öppet rasistisk men även en oerhört inflytelserik stumfilm.
Filmen har haft en mycket stor betydelse för långfilmens fortsatta genomslag i världen. Den använde ny filmteknik och var den till längden sett första långfilmen. Den drog in på sin tid ojämförbart mycket pengar och gjorde D.W. Griffith till en mycket rik man. Pengarna han tjänade på Nationens födelse lade han på sin nästa film, Intolerance (1916), en även med dagens mått mätt mycket dyr film.

## Handling
Filmen utspelar sig i den amerikanska södern och första halvan av filmen skildrar det amerikanska inbördeskriget. Tonvikten på samhörigheten mellan det vita nord och syd inom en nation är tydlig. Filmen gjordes knappt 50 år efter det att kriget slutat, vilket sätter den i ett annat perspektiv än dagens filmer om samma händelser.
Filmens andra halva är mycket mer kontroversiell. Efter krigsslutet upphör slaveriet och södern invaderas av svarta och personer av blandat afrikanskt och europeiskt ursprung, som i filmen framställda som onda och djuriska. De vita huvudpersonerna är förtvivlade, men en av dem får plötsligt inspiration när han ser små barn leka med lakan – han grundar Ku Klux Klan. Klanen framställs i filmen som söderns hjältar och lyckas rensa sin stad från svarta och rädda kvinnan som hålls fången av de svartas ledare.

## Rollista i urval
- Lillian Gish - Elsie Stoneman
- Mae Marsh - Flora Cameron
- Henry B. Walthall - Överste Benjamin Cameron, "The Little Colonel"
- Miriam Cooper - Margaret Cameron
- Mary Alden - Lydia Brown, Stonemans hushållerska
- Ralph Lewis - Austin Stoneman
- George Siegmann - Silas Lynch
- Walter Long - Gus, avfällingen
- Wallace Reid - Jeff, smeden
- Joseph Henabery - Abraham Lincoln
- Elmer Clifton - Phil Stoneman
- Josephine Crowell - Mrs. Cameron
- Spottiswoode Aitken - Dr. Cameron
- George Beranger - Wade Cameron
- Maxfield Stanley - Duke Cameron
- Jennie Lee - Mammy, trogen tjänarinna
- Donald Crisp - General Ulysses S. Grant
- Howard Gaye - General Robert E. Lee

## Inflytande

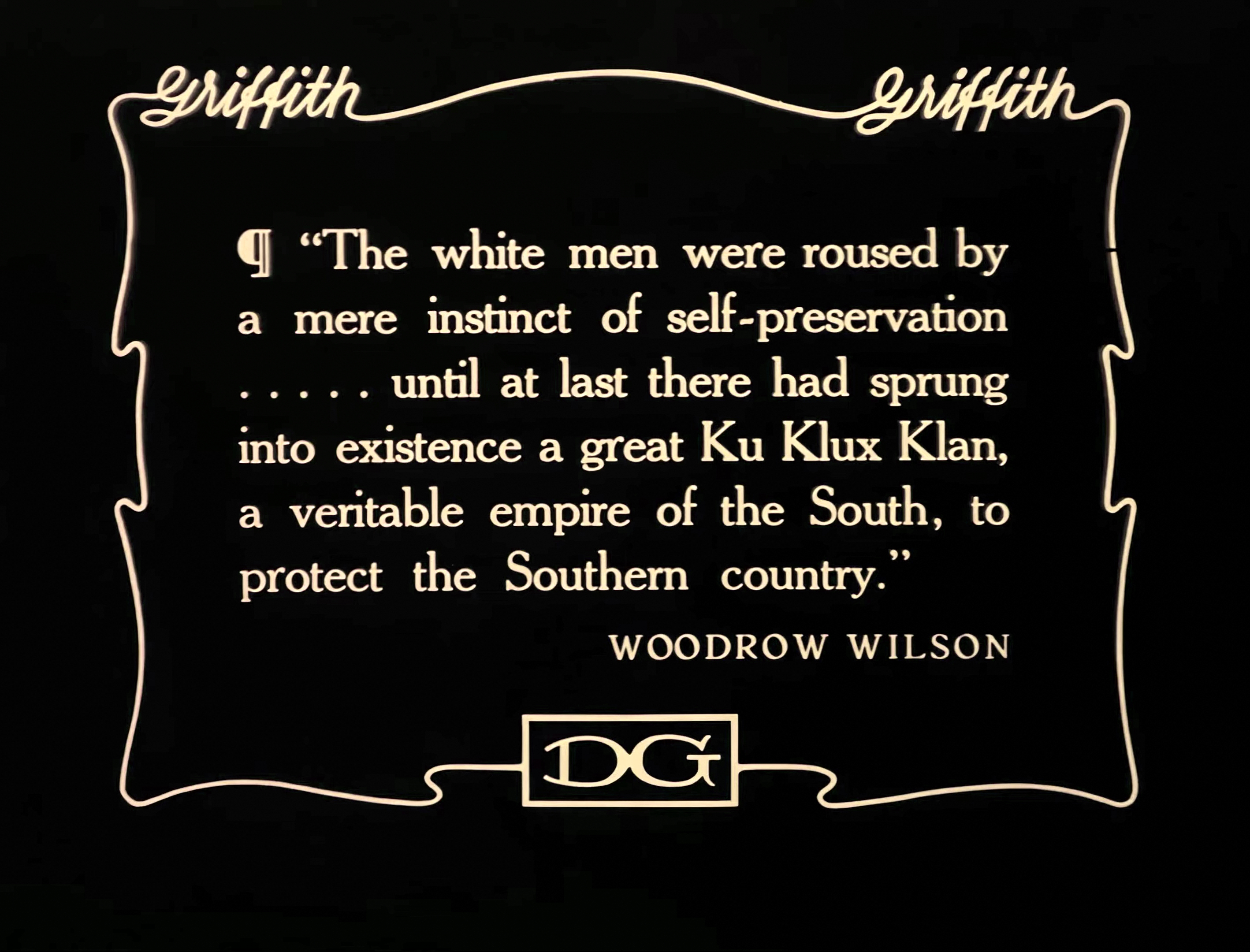
Ett citat från filmen.

Enligt rådande opinion har Nationens födelse stort konstnärligt och tekniskt värde, som inte förringas av dess rasistiska budskap. Den anses vara en av de viktigaste stumfilmerna och visas ofta i samband med studier i filmvetenskap och filmhistoria.[källa behövs] Den hjälpte också till att ge långfilmsformatet fotfäste; tidigare var det vanliga att en föreställning bestod av ett antal kortare filmer.
Griffiths klippning var helt nyskapande. En sekvens mot slutet av filmen – där några vita är fast i en stuga medan ett stort antal svarta närmar sig – är ett bra exempel: Griffith klipper mellan denna scen och en annan där Klanen närmar sig ridande till undsättning. Klippningen gjorde att Griffith "vann" tid, han fick in mer handling och tid än vad man tidigare hade fått. Hans närbilder och kameraåkningar var också utvecklade och han skapade en större nerv i bilderna. Mest känd är kanske dock den så kallade Irisöppningen. Sakta låter Griffith bilden växa fram över bioduken och blev en dåtida stor bildupplevelse.
Filmen spelade in väldigt mycket pengar, 18 miljoner dollar. Samma år som den hade premiär återuppstod Ku Klux Klan i USA.

## Citat
- “The old fashioned dream of the south....[which] but for the black curse...could today be the garden of the world.”
- “The result. The Ku Klux Klan, the organization that saved the South from the anarchy of black rule, but not without the shedding of more blood than at Gettysburg.”
- “The former enemies of North and South are united again in common defence of their Aryan birthright”